# 이케멘
이케멘(일본어: イケメン) 또는 이케맨은 미남(美男)을 뜻하는 일본어 속어이다. TBS에서 2008년 3월 21일 방송된 한 방송 프로그램에 따르면 일본의 잡지 《egg》의 1999년 1월호에서 편집자인 야노 토모코(일본어: 矢野智子)가 '잘 나가는 남자'라는 뜻의 '이케테루멘즈(일본어: イケてるメンズ)'를 줄여서 '이케멘'으로 사용한 것이 그 유래라고 한다. 일본에서는 2010년 현재 말이 널리 정착되어 언론에서 '이케멘 아무개'라고 표현하기도 한다.

## 같이 보기
- 미소년
- 미남
- 얼짱